# 20e étape du Tour d'Italie 2015
Pour un article plus général, voir Tour d'Italie 2015.
La 20e étape du Tour d'Italie 2015 s'est déroulée le samedi 30 mai 2015. Elle part de Saint-Vincent et arrive à Sestrières après 196 km.

## Parcours
Cette vingtième étape se déroule sous la forme d'une étape en ligne entre Saint-Vincent et Sestrières. Elle est classée haute montagne par les organisateurs, le parcours comprend deux côtes ou cols classés en Cima Coppi, Col du Finestre (km 171,5) et troisième catégorie, Sestrières (km 199).

## Résultats

### Classement de l'étape
| Classement de l'étape | Classement de l'étape | Classement de l'étape | Classement de l'étape       | Classement de l'étape |
|                       | Coureur               | Pays                  | Équipe                      | Temps                 |
| --------------------- | --------------------- | --------------------- | --------------------------- | --------------------- |
| 1er                   | Fabio Aru             | Italie                | Astana                      | en 5 h 12 min 25 s    |
| 2e                    | Ryder Hesjedal        | Canada                | Cannondale-Garmin           | + 18 s                |
| 3e                    | Rigoberto Urán        | Colombie              | Etixx-Quick Step            | + 24 s                |
| 4e                    | Mikel Landa           | Espagne               | Astana                      | + 24 s                |
| 5e                    | Steven Kruijswijk     | Pays-Bas              | Lotto NL-Jumbo              | + 34 s                |
| 6e                    | Alberto Contador      | Espagne               | Tinkoff-Saxo                | + 2 min 25 s          |
| 7e                    | Tanel Kangert         | Estonie               | Astana                      | + 2 min 28 s          |
| 8e                    | Franco Pellizotti     | Italie                | Androni Giocattoli-Sidermec | + 2 min 28 s          |
| 9e                    | Leopold König         | Tchéquie              | Sky                         | + 2 min 28 s          |
| 10e                   | Diego Rosa            | Italie                | Astana                      | + 2 min 28 s          |
| modifier              |                       |                       |                             |                       |

### Points attribués
|   | Cycliste       | Nat     | Équipe                      | Pts | Bonif |
| - | -------------- | ------- | --------------------------- | --- | ----- |
| 1 | Nicola Boem    | Italie  | Bardiani CSF                | 8   | 3 s   |
| 2 | Marco Bandiera | Italie  | Androni Giocattoli-Sidermec | 4   | 2 s   |
| 3 | Ion Izagirre   | Espagne | Movistar                    | 1   | 1 s   |

|   | Cycliste       | Nat    | Équipe                      | Pts | Bonif |
| - | -------------- | ------ | --------------------------- | --- | ----- |
| 1 | Nicola Boem    | Italie | Bardiani CSF                | 8   | 3 s   |
| 2 | Marco Bandiera | Italie | Androni Giocattoli-Sidermec | 4   | 2 s   |
| 3 | Ilnur Zakarin  | Russie | Katusha                     | 1   | 1 s   |

| - Sprint final de Sestrières (km 199) \| \| Cycliste \| Nat \| Équipe \| Points \| Bonif \| \| -- \| ----------------- \| -------- \| --------------------------- \| ------ \| ----- \| \| 1 \| Fabio Aru \| Italie \| Astana \| 15 \| 10 s \| \| 2 \| Ryder Hesjedal \| Canada \| Cannondale-Garmin \| 12 \| 6 s \| \| 3 \| Rigoberto Urán \| Colombie \| Etixx-Quick Step \| 9 \| 4 s \| \| 4 \| Mikel Landa \| Espagne \| Astana \| 7 \| \| \| 5 \| Steven Kruijswijk \| Pays-Bas \| Lotto NL-Jumbo \| 6 \| \| \| 6 \| Alberto Contador \| Espagne \| Tinkoff-Saxo \| 5 \| \| \| 7 \| Tanel Kangert \| Estonie \| Astana \| 4 \| \| \| 8 \| Franco Pellizotti \| Italie \| Androni Giocattoli-Sidermec \| 3 \| \| \| 9 \| Leopold König \| Tchéquie \| Sky \| 2 \| \| \| 10 \| Diego Rosa \| Italie \| Astana \| 1 \| \| |                   |          |                             |        |       |
| | Cycliste          | Nat      | Équipe                      | Points | Bonif |
| 1 | Fabio Aru         | Italie   | Astana                      | 15     | 10 s  |
| 2 | Ryder Hesjedal    | Canada   | Cannondale-Garmin           | 12     | 6 s   |
| 3 | Rigoberto Urán    | Colombie | Etixx-Quick Step            | 9      | 4 s   |
| 4 | Mikel Landa       | Espagne  | Astana                      | 7      |       |
| 5 | Steven Kruijswijk | Pays-Bas | Lotto NL-Jumbo              | 6      |       |
| 6 | Alberto Contador  | Espagne  | Tinkoff-Saxo                | 5      |       |
| 7 | Tanel Kangert     | Estonie  | Astana                      | 4      |       |
| 8 | Franco Pellizotti | Italie   | Androni Giocattoli-Sidermec | 3      |       |
| 9 | Leopold König     | Tchéquie | Sky                         | 2      |       |
| 10 | Diego Rosa        | Italie   | Astana                      | 1      |       |

### Cols et côtes
|   | Cycliste          | Pays     | Équipe            | Points |
| - | ----------------- | -------- | ----------------- | ------ |
| 1 | Mikel Landa       | Espagne  | Astana            | 45     |
| 2 | Ilnur Zakarin     | Russie   | Katusha           | 30     |
| 3 | Ryder Hesjedal    | Canada   | Cannondale-Garmin | 20     |
| 4 | Rigoberto Urán    | Colombie | Etixx-Quick Step  | 14     |
| 5 | Fabio Aru         | Italie   | Astana            | 10     |
| 6 | Steven Kruijswijk | Pays-Bas | Lotto NL-Jumbo    | 6      |
| 7 | Tanel Kangert     | Estonie  | Astana            | 4      |
| 8 | Alberto Contador  | Espagne  | Tinkoff-Saxo      | 2      |
| 9 | Darwin Atapuma    | Colombie | BMC Racing        | 1      |

|   | Cycliste       | Pays     | Équipe            | Points |
| - | -------------- | -------- | ----------------- | ------ |
| 1 | Fabio Aru      | Italie   | Astana            | 7      |
| 2 | Ryder Hesjedal | Canada   | Cannondale-Garmin | 4      |
| 3 | Rigoberto Urán | Colombie | Etixx-Quick Step  | 2      |
| 4 | Mikel Landa    | Espagne  | Astana            | 1      |

### Classement au temps par équipes
| Classement par équipes au temps | Classement par équipes au temps | Classement par équipes au temps | Classement par équipes au temps |
|                                 | Équipe                          | Pays                            | Temps                           |
| ------------------------------- | ------------------------------- | ------------------------------- | ------------------------------- |
| 1re                             | Astana                          | Kazakhstan                      | en 15 h 40 min 7 s              |
| 2e                              | BMC Racing                      | États-Unis                      | + 13 min 15 s                   |
| 3e                              | Cannondale-Garmin               | États-Unis                      | + 13 min 57 s                   |
| modifier                        |                                 |                                 |                                 |

### Classement aux points par équipes
| Classement par équipes aux points | Classement par équipes aux points | Classement par équipes aux points | Classement par équipes aux points | Classement par équipes aux points |
|                                   | Équipes                           | Pays                              |                                   | Point(s)                          |
| --------------------------------- | --------------------------------- | --------------------------------- | --------------------------------- | --------------------------------- |
| 1re                               | Astana                            | Kazakhstan                        |                                   | 84                                |
| 2e                                | Cannondale-Garmin                 | États-Unis                        |                                   | 35                                |
| 3e                                | Etixx-Quick Step                  | Belgique                          |                                   | 25                                |
| modifier                          |                                   |                                   |                                   |                                   |

## Classements à l'issue de l'étape

### Classement général
| Classement final général | Classement final général | Classement final général | Classement final général | Classement final général |
|                          | Coureur                  | Pays                     | Équipe                   | Temps                    |
| ------------------------ | ------------------------ | ------------------------ | ------------------------ | ------------------------ |
| 1er                      | Alberto Contador         | Espagne                  | Tinkoff-Saxo             | en 84 h 3 min 30 s       |
| 2e                       | Fabio Aru                | Italie                   | Astana                   | + 2 min 2 s              |
| 3e                       | Mikel Landa              | Espagne                  | Astana                   | + 3 min 14 s             |
| 4e                       | Andrey Amador            | Costa Rica               | Movistar                 | + 8 min 19 s             |
| 5e                       | Ryder Hesjedal           | Canada                   | Cannondale-Garmin        | + 9 min 52 s             |
| 6e                       | Leopold König            | Tchéquie                 | Sky                      | + 10 min 50 s            |
| 7e                       | Steven Kruijswijk        | Pays-Bas                 | Lotto NL-Jumbo           | + 11 min 2 s             |
| 8e                       | Damiano Caruso           | Italie                   | BMC Racing               | + 12 min 17 s            |
| 9e                       | Alexandre Geniez         | France                   | FDJ                      | + 16 min 0 s             |
| 10e                      | Yury Trofimov            | Russie                   | Katusha                  | + 16 min 23 s            |
| modifier                 |                          |                          |                          |                          |

### Classement par points
| Classement par points | Classement par points | Classement par points | Classement par points | Classement par points |
| --------------------- | --------------------- | --------------------- | --------------------- | --------------------- |
|                       | Coureur               | Pays                  | Équipe                | Point(s)              |
| 1er                   | Giacomo Nizzolo       | Italie                | Trek Factory Racing   | 159 points            |
| 2e                    | Sacha Modolo          | Italie                | Lampre-Merida         | 142 pts               |
| 3e                    | Elia Viviani          | Italie                | Sky                   | 134 pts               |
| 4e                    | Philippe Gilbert      | Belgique              | BMC Racing            | 128 pts               |
| 5e                    | Nicola Boem           | Italie                | Bardiani CSF          | 127 pts               |
| modifier              |                       |                       |                       |                       |

### Classement du meilleur grimpeur
| Classement du meilleur grimpeur | Classement du meilleur grimpeur | Classement du meilleur grimpeur | Classement du meilleur grimpeur | Classement du meilleur grimpeur |
| ------------------------------- | ------------------------------- | ------------------------------- | ------------------------------- | ------------------------------- |
|                                 | Coureur                         | Pays                            | Équipe                          | Point(s)                        |
| 1er                             | Giovanni Visconti               | Italie                          | Movistar                        | 125 points                      |
| 2e                              | Mikel Landa                     | Espagne                         | Astana                          | 122 pts                         |
| 3e                              | Steven Kruijswijk               | Pays-Bas                        | Lotto NL-Jumbo                  | 115 pts                         |
| 4e                              | Beñat Intxausti                 | Espagne                         | Movistar                        | 107 pts                         |
| 5e                              | Fabio Aru                       | Italie                          | Astana                          | 80 pts                          |
| modifier                        |                                 |                                 |                                 |                                 |

### Classement du meilleur jeune
| Classement du meilleur jeune | Classement du meilleur jeune | Classement du meilleur jeune | Classement du meilleur jeune | Classement du meilleur jeune |
|                              | Coureur                      | Pays                         | Équipe                       | Temps                        |
| ---------------------------- | ---------------------------- | ---------------------------- | ---------------------------- | ---------------------------- |
| 1er                          | Fabio Aru                    | Italie                       | Astana                       | en 84 h 5 min 32 s           |
| 2e                           | Davide Formolo               | Italie                       | Cannondale-Garmin            | + 1 h 51 min 37 s            |
| 3e                           | Fabio Felline                | Italie                       | Trek Factory Racing          | + 1 h 53 min 55 s            |
| 4e                           | Sebastián Henao              | Colombie                     | Sky                          | + 2 h 36 min 31 s            |
| 5e                           | Kenny Elissonde              | France                       | FDJ                          | + 2 h 42 min 29 s            |
| modifier                     |                              |                              |                              |                              |

### Classements par équipes

#### Classement au temps
| Classement par équipes au temps | Classement par équipes au temps | Classement par équipes au temps | Classement par équipes au temps |
|                                 | Équipe                          | Pays                            | Temps                           |
| ------------------------------- | ------------------------------- | ------------------------------- | ------------------------------- |
| 1re                             | Astana                          | Kazakhstan                      | en 251 h 46 min 13 s            |
| 2e                              | BMC Racing                      | États-Unis                      | + 43 min 16 s                   |
| 3e                              | Sky                             | Royaume-Uni                     | + 1 h 11 min 59 s               |
| modifier                        |                                 |                                 |                                 |

#### Classement aux points
| Classement par équipes aux points | Classement par équipes aux points | Classement par équipes aux points | Classement par équipes aux points | Classement par équipes aux points |
|                                   | Équipes                           | Pays                              |                                   | Point(s)                          |
| --------------------------------- | --------------------------------- | --------------------------------- | --------------------------------- | --------------------------------- |
| 1re                               | Astana                            | Kazakhstan                        |                                   | 640                               |
| 2e                                | BMC Racing                        | États-Unis                        |                                   | 321                               |
| 3e                                | Lampre-Merida                     | Italie                            |                                   | 309                               |
| modifier                          |                                   |                                   |                                   |                                   |